# Nestor Soriano
Nestor Soriano (* 16. Oktober 1953; † 3. September 2021 in Antique) war ein philippinischer Regattasegler.

## Werdegang
Nestor Soriano begann in seiner Jugend mit dem Segelsport beim Manila Yacht Club. Bei den Olympischen Spielen 1988 belegte er den 33. Rang in der Finn Dinghy-Regatta. Mit der J/24 gewann Soriano bei den Südostasienspielen 1993 die Silbermedaille.
Nestor Soriano starb am 3. September 2021 im Alter von 67 Jahren während der COVID-19-Pandemie an den Folgen einer SARS-CoV-2-Infektion.